# Відкрий Україну! (телевізійний фестиваль)
Телевізійний фестиваль «Відкрий Україну!» — найбільше за кількістю тематичних конкурсів професійне змагання телевиробників України, спрямоване на розвиток телебачення та громадянського суспільства в Україні.
Учасниками і партнерами ТФ «Відкрий Україну!» з 2005 року стали понад 280 вітчизняних і зарубіжних організацій медіагалузі та інших сфер діяльності, у тому числі понад 200 конкурсантів — телеканалів, телестудій та незалежних виробників.
Організатор — компанія «Телерадіокур'єр».

## Телефестиваль (2005)
- Телевізійний конкурс «Народні ремесла, звичаї, свята в Україні»
  - І місце : «Музики» — перший фільм 2003 року з етнографічно-екологічного циклу «Карпатські ознаки».
- Телевізійний конкурс «Природа України»
  - ІІІ місце : «Мольфар» — другий фільм 2004 року з етнографічно-екологічного циклу «Карпатські ознаки».

## 6-й телефестиваль (2012)
29 листопада 2012 у Києві (Будинок кіно) урочисто нагороджені переможці і призери конкурсної програми 6-го ТФ «Відкрий Україну!». 
До конкурсної програми 6-го ТФ «Відкрий Україну!» було включено 29 конкурсів і номінацій. Учасниками конкурсної програми стали 148 телеробіт 53 конкурсантів. 
Переможці конкурсної програми:
Гран-прі
Документальний фільм «Соловецькі в'язні з України. Микола Зеров» / Полтавська ОДТРК «Лтава»
Найкраща робота регіональних телеканалів"
Журналістське розслідування «Больова точка: „Свій серед своїх“» / Телевізійна служба Дніпропетровська («ТСД»)
Шостий телевізійний конкурс «Ділова Україна»
Теленарис «Повернення скарбів» / ТРК «ВТВ плюс» (Херсон)
Шостий Телевізійний конкурс «Культура України»
Документальні фільми «Той, хто торував шлях», «Соловецькі в'язні з України. Микола Зеров» / Полтавська ОДТРК «Лтава»
Шостий Телеконкурс «Славетні імена України»
Документальні фільми «Той, хто торував шлях», «Соловецькі в'язні з України. Микола Зеров» / Полтавська ОДТРК «Лтава»
Шостий Телеконкурс «Україна туристична»
Телепрограми «Феєрія мандрів. Чернівці [Архівовано 25 квітня 2022 у Wayback Machine.]», «Феєрія Мандрів. Україна. Жовква» / Захаренко Ігор Іванович, Туристична фірма «Феєрія» (Київ)
П'ятий Телевізійний конкурс «Міста України»
Документальний фільм «Інший Чорнобиль» / Михайлик Андрій Костянтинович, Компанія «Інженер-сервіс» (Київ)
П'ятий Телеконкурс «Наша історія»
Документальний фільм «Інший Чорнобиль» / Михайлик Андрій Костянтинович, Компанія «Інженер-сервіс» (Київ)
Документальний фільм «Служба Безпеки ОУН. „Зачинені двері“» / Загоруйко Віталій Володимирович (Київ)
П'ятий Телеконкурс «Незвичайний сучасник»
Документальні фільми рос. «Более 1000 км к мечте», рос. «Бриллиант из подвала» / МГО "Асоціація милосердя «Еммануїл» (Київ)
П'ятий Телеконкурс «Українське село»
Телефільм «Нащо мене мати родила» / Національна телекомпанія України
Четвертий Телевізійний конкурс «Багато націй — один народ»
Телефільм «Польська кров української групи» / Волинська ОДТРК
Четвертий Телевізійний конкурс «ЗДОРОВ'Я НАЦІЇ»
Журналістське розслідування «Больова точка: „Свій серед своїх“» / Телевізійна служба Дніпропетровська / «ТСД»
Четвертий Телеконкурс «Місцеве самоврядування»
Телепрограма «Європейський шанс для провінції» / Янковський Олександр Володимирович (Сімферополь)
Четвертий Телеконкурс «Світ дитинствапрограми для дітей»
Телепрограма «Феєрія мандрів для дітей. Фінляндія» / Захаренко Ігор Іванович, Туристична фірма «Феєрія» (Київ)
Четвертий Телеконкурс «Світ дитинствапрограми про дітей»
Документальні фільми «Более 1000 км к мечте», «Бриллиант из подвала» / МГО "Асоціація милосердя «Еммануїл» (Київ)
Четвертий Телеконкурс «Україна і світ»
Документально-постановочний фільм «Кохання, дароване зірками» / Студія «ВІАТЕЛ» (Київ)
Шостий Конкурс операторських робіт «Мистецтво роботи зі світлом»
Жемков Євген Ігорович, оператор художнього кінофільму «Человечность» / Виробники: Когут П. Г., ТО «Толіман» (Севастополь)
Шостий Телеконкурс «Поетичне й патріотичне висвітлення образу малої батьківщини»
Художній телефільм «Дерево, яке посадив ангел» / Студія «cineVIR», Герешко Олександр Віталійович (Ужгород)
Вп'яте! Європейський приз «За відданість європейським цінностям та ідеям європейської інтеграції»
Парламентський телеканал «Рада»
П'ятий Телеконкурс «Найкраща робота про музичну культуру України»
Публіцистична програма «Народні перлинки з бабусиної скриньки» / Вінницька ОДТРК «Вінтера»
П'ятий Телеконкурс «Пошук істинної духовності»
Духовно-просвітницька програма «К истокам» / ТРО «Маріупольське телебачення» (Маріуполь, Донецька обл.)
Соціальна документалістика «Нащо мене мати родила» (фільм перший проекту «Наше життя») / Національна телекомпанія України
Пізнавально-розважальна програма «Феєрія життя. Єрусалим» / Захаренко Ігор Іванович, Туристична фірма «Феєрія» (Київ)
П'ятий Телеконкурс «Створення модного іміджу України»
Проект «The Ukrainians: Открытие Мира» / Компанія «EVO Україна» (Харків)
Четвертий Телеконкурс «Найкраща телеробота, знята у HD-якості»
Документальний фільм «Слово про Слово» / Студія «Сам-Арт», Сенчило Артем Петрович (Київ)
Третій Телеконкурс «Яскраве художнє вирішення телевізійного твору»
Документальний фільм «Соловецькі в'язні з України. Микола Зеров» / Полтавська ОДТРК «Лтава»
Документальний фільм «Загадки гибели „Адмирала Нахимова“» / Коновалов Олександр Олександрович, Лєбєдєв Федір Геннадійович, Лєбєдєва Тетяна Володимирівна (Київ)
Другий Телеконкурс «Найкраща ділова презентація»
Презентаційний фільм «Кривий Ріг — моє місто» / ТРК «Рудана» (Кривий Ріг, Дніпропетровська обл.)
Проморолик «Новий телесезон телеканалу ТВА» / ТРК «ТВА» (Чернівці)
Перший Телеконкурс «Найкраща патріотична телеробота»
Документальний фільм «Соловецькі в'язні з України. Микола Зеров» / Полтавська ОДТРК «Лтава»
Документальний фільм «Служба Безпеки ОУН. „Зачинені двері“» / Загоруйко Віталій Володимирович (Київ)
Вперше! Приз глядацьких симпатій «Найкращий телеканал»
Львівська ОДТРК / Генеральний директор Шевчук Микола Миколайович